# 曙光一号
曙光一号计划，项目名称为714工程，是中华人民共和国於20世纪60年代末至70年代初进行的第一次载人航天计划，计划於1970年代发射，但最终并没有实施。飞船可乘坐2人，类似双子星座飞船。但由於国力不足和政治动荡等因素，曙光一号计划於1972年5月13日被迫押後，到1975年暂停计划。虽然计划被放缓以至搁置，但是计划的经验以及钱学森、蔡翘、赵九章、郭永怀、贝时璋、钱骥、王希季、陆元九、杨嘉墀、屠善澄、何权轩、沈其震、王大珩、王永志、戚发轫等科学家的贡献对以后的中国载人航天工程起了奠基性的作用，而为曙光一号设定的计划直到30年后的2003年才由神舟五号完成。
曙光一号计划中建立的中国载人航天工程航天员系统岗位代号保留为“曙光”，目前仍在使用。

## 酝酿
20世纪60年代中华人民共和国航天计划开始酝酿时，很多关於载人航天的提议就已被提出。1963年，中国科学院成立了星际航行委员会，由竺可桢、裴丽生、钱学森、赵九章领导，为载人航天的研究作了大量开拓性工作和课题的落实工作。
1965年8月9日，由周恩来主持的中央专委第13次会议，曾计划在1979年发射第一颗载人飞船，1966年的3月底到4月初，中共中央专委曾召开过制定宇宙飞船规划的会议。当时，T-7探空火箭搭载动物（实验大鼠、实验小鼠、果蝇和狗等）进行的几次亚轨道飞行试验都已成功，还准备下一步使用“和平一号”火箭发射猴子。
1966年5月，中国科学院相继召开“卫星系列规划设想讨论会”、“卫星系列规划论证预备会”等一系列会议。这些会议讨论了包括生物卫星在内的多个卫星系列。生物卫星系列规划包括载人飞船，取名为“跃进号”。
1968年1月，宇宙飞船计划的目标物被命名为曙光一号。。4月1日航天医学工程研究所成立，随後进行了若干航天医学研究。中共中央军事委员会发布命令，要求在中国人民解放军空军歼击机飞行员开展航天员的选拔工作，标准为：身高1.59－1.74米，年龄24－38岁，体重55－70千克，飞行时间至少300小时。
1969年末，经过2个月的选拔，并对1918名飞行员进行甄选後，215名初级候选人被确定下来。第二阶段的甄选标准主要包括飞行技术、心理情况、生理指标以及常规医疗检查，最後只剩88名候选人。选拔标准中，“为中国革命献身”的政治思想也是入选航天员的决定性因素。
另一方面，载人飞船的发射场选址也提上日程。考虑到当时恶化的中苏关系，距离苏联较近的酒泉卫星发射中心已不安全，因此1969年底中央专委决定新建一个位于三线的发射场。一开始的选址位于四川越西，但此地存在交通、供电不便等问题，1969年10月14日，国务院、中央军委批准改在四川冕宁建立西昌卫星发射中心，代号“7201”，即1972年1月前完工之意。曙光一号飞船计划在1号发射塔上发射。
1970年4月24日，“曙光号”飞船总体方案讨论会议按计划召开，当晚也正值中国第一颗人造卫星“东方红一号”发射成功。会议邀请了来自全国80多个单位的400多位专家学者，一共进行了7天。

## 开展

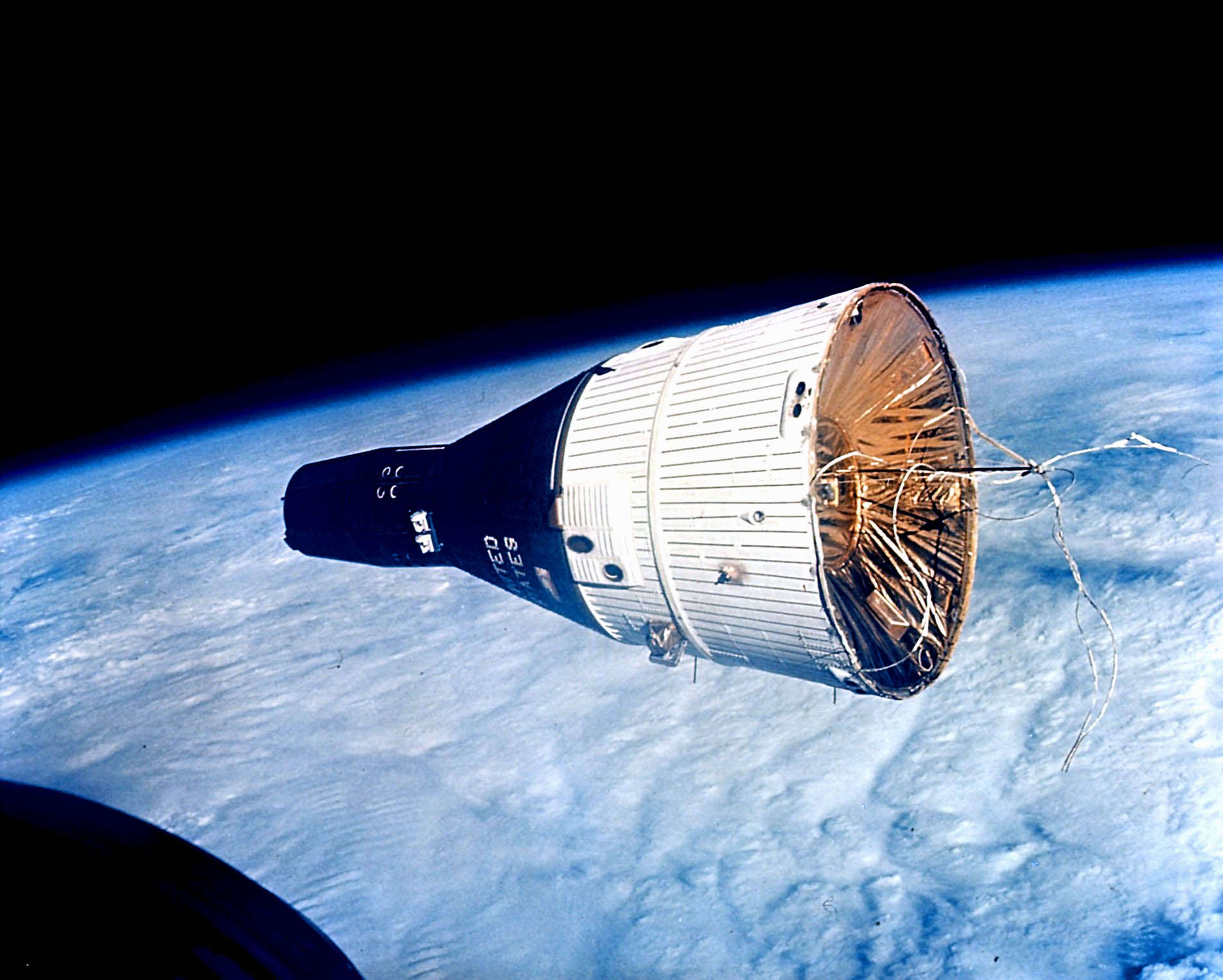
1965年轨道上的双子星座7号，曙光一号飞船设计可能与其类似

1970年7月14日，毛泽东圈阅了国防科委关於航天员选拔的计划报告後，批示开展中国载人航天计划。
1971年3月15日，在选拔结束後，19名航天员最终被国防科委确定下来，他们是鲁祥孝、王志跃、董小海、方国俊等人（“曙光十九人”）。4月的讨论会议上，科学家们决定飞船造型仿照美国的双人载人飞船“双子座号”，同年同月航天计划定名为“714工程”。航天员於1971年11月开始训练，计划於1973年执行第一次任务，由长征二号甲（CZ-2A）运载火箭发射升空。

## 飞船设计
据现存资料，曙光一号与双子星座号很类似，但质量更轻，体积更小，因为搭载它的长征二号甲（CZ-2A）运载火箭最大载重只有3200千克。两名乘员需坐在装配有弹射椅和仪器的加压驾驶舱内。飞船的尾部舱装配有定位引擎、推进剂贮箱以及其他硬件设备。乘员返回舱与尾部舱分开，以溅落的方式返回地球，因为飞船没有软着陆系统。

### 舱内航天服
曙光一号计划研制的舱内航天服重约10千克，面料为多层涤纶，颜色为橘黄色。航天服研制组长是葛申然。

## 终止
1970年代，中国政府正在进行多项卫星开发计划，包括返回式卫星、灯塔一号导航卫星、通讯卫星等。有人认为这是导致714工程的资金匮乏的原因。
1971年9月13日，“九一三”事件爆发，空军宇航训练筹划组解散，曙光一号的航天员训练工作暂停。叶永烈认为，林彪的倒台使得与其关系密切的空军成为“批林运动”的重点，涉及空军歼击机飞行员的中国航天员选拔工作受到严重干扰，是“曙光一号”搁浅的重要原因。
毛泽东得知计划需要拨款的消息後，表示地球上的事情是应首要考虑的，周恩来则提出中国不参与美苏太空竞赛，应该发展国家建设急需的应用卫星，由此计划大为收缩。1972年起，曙光一号飞船研制速度开始减缓；1973年9月8日，空间技术研究院根据工程实际进展情况，把载人飞船发射推迟到1978年；1975年3月，国防科委正式宣布"714"工程暂停，只保留核心技术的跟踪研究。到1978年为止，曙光号飞船的设计工作已有大量资料积累。
1977年，国防科委打算裁撤完成开发任务的507所，虽然最终没有完全裁撤，但裁掉了2/3以上的人员，中断开发计划，且切断了项目研发经费供应。1978年中国农业大学回迁，对507所所在地提出回收要求，507所差点被迫马上搬迁，数年后搬到农大对面新的办公地，直到921工程后才正式搬到中国航天城。

## 影响
虽然曙光一号计划经过8年的发展後最终被取消，但是该计划已经建成的各项子系统为中国航天事业留下了丰富的遗产。
计划用于曙光号飞船测控通信的遠望號远洋监测船队（远望一号、远望二号）被建立起来，在世界各地负责人造卫星、洲际弹道导弹及后来的神舟号飞船等的监控工作。
北京航天医学工程研究所建有多座模拟太空环境的实验室以及系统化的实验设备，宇航员可以在此接收多种方面和类型的训练。
此外，可回收的中国返回式卫星、舱内航天服、航天食品、太空跟踪站及雷达、宇航员选拔和训练、相关设备的发展以及熟练，都为后来的神舟计划（921－1工程）产生积极影响。
曙光一号计划取消後，西昌卫星发射中心1号发射塔停止了建设。后来它被改建为了观景台，在此可以观看2号和3号发射塔发射卫星的过程。
除了物质遗产，714工程还为中国航天事业培养了一批人才。如时任东风五号（即长征二号，为曙光号飞船的运载火箭）副总设计师的王永志，日后成为中国载人航天工程总设计师；时任曙光号飞船室研制主任的戚发轫，日后成为神舟载人飞船总设计师。

## 延伸阅读
- 毛时代载人航天被下马的真相--读《曙光号全解密》的杂感
- 东方红传 国家旅行计划
- 《钱学森的航天岁月》，中国宇航出版社，2012年
- 钱学森图书馆 钱学森的航天岁月 （页面存档备份，存于）
- 钱学森与中国载人航天
- 《中国航天技术发展史稿》（上）